# Складан Ірина Богданівна
Ірина Богданівна Складан (нар. 11 жовтня 1966, м. Тернопіль, Україна) — українська драматична актриса. Дочка Богдана Стецька.

## Життєпис
Закінчила театральну студію при Львівському академічному драматичному театрі ім. М. Заньковецької (1986, нині національний театр), режисерське відділення Рівненського гуманітарного університету (2005).
Від 1987 — у Тернопільському музично-драматичному театрі.
Одночасно від 2005 — викладач майстерності актора у ТНПУ. Від 1998 — керівник молодіжного театру «Багато галасу» Галицького інституту ім. В. Чорновола (м. Тернопіль). Керівник самодіяльних колективів Тернопільської ЗОШ № 3, 10, 29.

## Ролі

### У театрі
- Любуня («Народний Малахій» Миколи Куліша),
- Лаура («Блез» Клода Маньє),
- Олеся («Сотниківна» Богдана Мельничука за Богданом Лепким),
- Василина («Суєта» Івана Карпенка-Карого),
- Емілія Крушельницька («Соломія Крушельницька» Богдана Мельничука та Івана Ляховського),
- Агафія («Одруження» Миколи Гоголя),
- Мавра («У неділю рано зілля копала» за Ольгою Кобилянською),
- Елеонора («Танґо» Славомира Мрожека).

### У кіно
- Квітникарка (короткометражний фільм «Старий і мімоза», 2016).